# Marina (chanson)
Pour les articles homonymes, voir Marina.
Marina est une chanson populaire de 1959 du chanteur belge Rocco Granata au sujet d'une jeune fille qui a donné son nom à la chanson.

## Historique
La chanson Marina, en italien, a été écrite à la hâte par Rocco Granata parce qu'il lui fallait un titre pour la face B de son single Manuela, écrit par le duo des Italiens Enzo Bonagura et Tarcisio Fusco. Mais ce fut la face B qui devint un grand succès international et fut numéro 1 aux hit-parades en Belgique, Italie, Allemagne ou encore Norvège. Ce furent plusieurs dizaines de millions d'exemplaires du 45 tours qui furent vendus.

## Reprises
La chanson est reprise en différentes langues par des artistes tels que Marino Marini, Willy Alberti, Dalida, Louis Armstrong, Dean Martin (texte en anglais de Ray Maxwell), Paco Jiménez, Caterina Valente, Celia Cruz, Dámaso Pérez Prado, Chico and the Gypsies, Toots Thielemans, André Rieu, Đorđe Marjanović (en) (en serbe) et Tony Di Napoli.

## Classement hebdomadaire
| Classement de Dalida (1960) | Meilleure position |
| --------------------------- | ------------------ |
| Wallonie                    | 4                  |
| Québec                      | 6                  |
| France                      | NC                 |

## Divers
- La chanson fut tellement populaire en Belgique qu'à l'époque de nombreux parents prénommèrent leur fille "Marina".
- Granata a été inspiré pour donner le titre de la chanson par la marque de cigarettes "Marina".

## Au cinéma
La chanson a donné son nom à deux films où apparaît à chaque fois Rocco Granata :
- 1960 : la comédie musicale Marina de Paul Martin
- 2013 : le film biographique Marina de Stijn Coninx